# Omladinski Fudbalski Klub Petrovac
El Omladinski Fudbalski Klub Petrovac (en español: Club de Fútbol Juvenil Petrovac), es un club de fútbol de la ciudad portuaria de Petrovac, en el Municipio de Budva, en Montenegro, actualmente juega en la Primera División de Montenegro.

## Historia
El club fue fundado en el año 1969 por un grupo de aficionados al fútbol que querían disponer de un club en la ciudad. En la pasada temporada (2008/09) el equipo ganó la Copa de Montenegro por lo que pese a que quedó 6º en la Primera División de Montenegro se clasificó para la UEFA Europa League 2009-10. En la UEFA Europa League 2009-10 logró eliminar en la segunda ronda previa al Anorthosis Famagusta FC (2-1 y 1-3) pero fue eliminado en la tercera ronda previa por el SK Sturm Graz (1-2 y 0-5).

## Uniforme
- Uniforme titular: Camiseta azul, pantalón azul y medias azules.
- Uniforme alternativo: Camiseta blanca con las mangas azules, pantalón blanco y medias blancas.

## Estadio
El club juega sus partidos como local en el Estadio Pod Malim Brdom con capacidad para 1000 espectadores y césped natural.

## Palmarés
- Copa de Montenegro: 1

2009

## Participación en competiciones de la UEFA
| Temporada | Torneo             | Ronda             | Club                 | Casa      | Visita | Global |
| --------- | ------------------ | ----------------- | -------------------- | --------- | ------ | ------ |
| 2009–10   | UEFA Europa League | 2ª Clasificatoria | Anorthosis Famagusta | 3–1 (aet) | 1–2    | 4–3    |
| 2009–10   | UEFA Europa League | 3ª Clasificatoria | Sturm Graz           | 1–2       | 0–5    | 1–7    |